# .bd
.bd ist die länderspezifische Top-Level-Domain (ccTLD) Bangladeschs. Sie existiert seit dem 20. Mai 1999 und wird seit Einführung vom staatlichen Ministerium für Post und Telekommunikation (Ministry of Post & Telecommunications) verwaltet.

## Eigenschaften
Die Endung kann nur auf dritter Ebene genutzt werden. Das heißt, dass abc.bd nicht registriert werden kann, wie es bei der Mehrheit aller ccTLDs der Fall ist. Stattdessen stehen insgesamt sieben Second-Level-Domains zur Verfügung, beispielsweise .com.bd, .net.bd und .org.bd. Die Verwendung von .mil.bd und .gov.bd sind den Behörden des Landes vorbehalten. Im Jahr 2010 hat sich die Vergabestelle bei der ICANN formell um die Einführung der internationalisierten Variante von .bd, .বাংলা, beworben. Bangladesch war damit der fünfte Staat, der internationalisierte Domainnamen unterstützte.
Wie die Registrierungsstelle 2014 bestätigte, ist .bd eine der unsichersten Domainendungen der Welt. Die zur Domainverwaltung eingesetzte Software sei nie aktualisiert worden und ein leichtes Opfer für Hacker, für IPv6 wäre .bd gar nicht gerüstet.